# Pillau (Schiff)

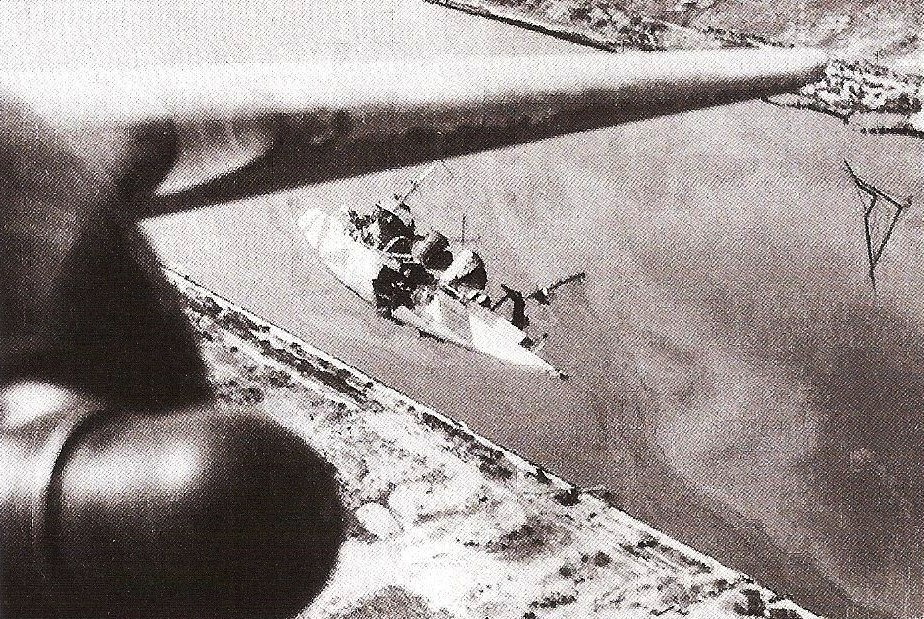
Gesunkene Bari 1944

Das Schiff wurde ursprünglich für die Kaiserlich Russische Marine gebaut, nach Ausbruch des Ersten Weltkriegs jedoch von der Kaiserlichen Marine beschlagnahmt und von dieser als Kleiner Kreuzer Pillau in der Kaiserlichen Marine eingesetzt. Sie war das Typschiff der nach ihr benannten Pillau-Klasse.
1920 an Italien ausgeliefert, war sie später bis 1943 unter dem Namen Bari als ein Kreuzer der italienischen Regia Marina im Dienst.

## Bau
Wie auch ihr Schwesterschiff Elbing war sie für die Kaiserlich Russische Marine bei den Schichau-Werken in Danzig auf Kiel gelegt worden und dort unter dem Namen Muravjev Amurskij vom Stapel gelaufen. Nach Ausbruch des Krieges wurde das noch unfertige Schiff als Feindbesitz beschlagnahmt und in die deutsche Kaiserliche Marine übernommen. Es wurde im Dezember 1914 fertiggestellt und nach der ostpreußischen Hafenstadt Pillau benannt.

## Technik
Die Pillau war 135 Meter lang und 15,6 Meter breit, hatte 5,64 Meter Tiefgang und eine maximale Wasserverdrängung von 5.252 Tonnen. Ihre zwei Turbinen erlaubten eine Höchstgeschwindigkeit von 27,5 Knoten. Als Bewaffnung waren bei der Pillau und der Elbing ursprünglich russische 13-cm-Geschütze vorgesehen. Stattdessen wurden sie mit 15-cm-Geschützen ausgerüstet. Bis zu diesem Zeitpunkt hatten alle deutschen Kleinen Kreuzer noch 10,5-cm-Geschütze.

## Einsätze
Die Pillau wurde im März 1915 der II. Aufklärungsgruppe zugeteilt. Sie nahm an Flottenvorstößen, Mineneinsätzen sowie am Handelskrieg in der Nordsee teil. Im Sommer 1915 wurde sie für kurze Zeit in die Ostsee beordert.

### Skagerrakschlacht
In der Skagerrakschlacht (31. Mai und 1. Juni 1916) gehörte die Pillau weiterhin zur II. Aufklärungsgruppe, die von Konteradmiral Friedrich Boedicker befehligt wurde. Am Abend des 31. Mai 1916 traf diese Gruppe auf britische Schlachtschiffe. Die Pillau erhielt einen 30,5-cm-Treffer am vorderen Schornsteinmantel sowie im Steuerbord-Ventilschacht. Vier Mann fielen, 23 wurden verwundet. Doch im Gegensatz zum Kleinen Kreuzer Wiesbaden konnte die Pillau noch mit Höchstfahrt ablaufen. Beim Rückmarsch am folgenden Tag musste das Schiff dem schwer angeschlagenen Schlachtkreuzer Seydlitz Hilfe leisten.
1917 versah die Pillau ihren Dienst wie in den Jahren zuvor. Im Juli kam es an Bord erstmals zu Unruhen unter der Besatzung. Am 29. Oktober verlegte die Pillau in die Ostsee, um an der Besetzung der Baltischen Inseln teilzunehmen. Kurze Zeit darauf war das Schiff wieder in der Nordsee im Einsatz.

### Seegefecht bei Helgoland
Am 17. November versuchten deutsche Minensuchboote ein feindliches Minenfeld aufzuklären. Die II. Aufklärungsgruppe, nun von Konteradmiral Ludwig von Reuter kommandiert, bildete hierbei die Deckung. Als britische Kriegsschiffe auftauchten, kam es zum Zweiten Seegefecht bei Helgoland. Die Pillau wurde getroffen und hatte drei Gefallene zu beklagen. Bis Kriegsende wurde das Schiff zu ähnlichen Zwecken verwendet.

## Verbleib
Nach Kriegsende lag die Pillau untätig in Wilhelmshaven. Am 31. März 1919 wurde sie außer Dienst gestellt. Am 5. November wurde sie aus der Flottenliste gestrichen, um als Schiff „U“ an die Siegermächte ausgeliefert zu werden. Am 20. Juli 1920 lief sie nach Cherbourg und von dort weiter nach Italien, wo der Kreuzer unter dem Namen Bari in die italienische Marine eingereiht wurde. Im Oktober 1940 wurde die Bari der Forza Navale Speciale in Tarent zugeteilt, die beim bevorstehenden italienischen Angriff auf Griechenland die geplante, dann aber abgesagte Landung auf Korfu durchführen sollte. Am 28. Juni 1943 wurde sie bei einem US-Luftangriff vor Livorno von Bomben getroffen und sank. 1944 wurde das Wrack beim Abzug der deutschen Truppen gesprengt.

## Kommandanten
| Dezember 1914 bis Januar 1915 | Kapitän zur See Leberecht von Klitzing           |
| Januar 1915 bis April 1917    | Fregattenkapitän/Kapitän zur See Konrad Mommsen  |
| April 1917 bis Juni 1918      | Fregattenkapitän Gerhard von Gaudecker           |
| Juni bis Juli 1918            | Kapitän zur See Gustav Luppe                     |
| 2. Juli bis 12. August 1918   | in Vertretung Fregattenkapitän Adolf Pfeiffer    |
| August bis September 1918     | in Vertretung Fregattenkapitän Ludwig Kaulhausen |
| September bis Oktober 1918    | Fregattenkapitän Gerhard von Gaudecker           |
| Oktober 1918                  | Kapitän zur See Kurt Frank                       |
| Oktober bis Dezember 1918     | Fregattenkapitän Gerhard von Gaudecker           |
| Dezember 1918 bis März 1919   | Korvettenkapitän Paul Cleve                      |
| März 1919                     | Korvettenkapitän Walter Hoffert                  |

## Bekannte Besatzungsangehörige
- Bernhard Rogge (1899–1982), war von 1957 bis 1962 als Konteradmiral Befehlshaber des Wehrbereichs I